# نهر الخارد (اليمن)
نهر الخارد هو نهر قديم في اليمن مطمور ومتحجر تحت الرمال، وكان يعد من أكبر الانهار بالوطن العربي بعد النيل والفرات لكن نتيجة لقلة الامطار فقد جف هذا النهر العظيم وطُمر تحت التراب والكثبان الرملية الكثيفة منذ حوالي 300 عام، ويمتد النهر من منطقة أرحب في محافظة صنعاء عبر الجوف وشبوة وصولاً الى حضرموت حيث يصب في بحر العرب. ويتوقع علماء وجيولوجيين عودة النهر للظهور والجريان بفعل الأمطار والسيول والتغير المناخي بعد انقطاع دام حوالي 300 عام. وقال مركز الأرصاد البريطاني، أن اليمن دخلت في مدار اثيوبيا وأوغندا المطري، متوقعاً استمرار هطول الأمطار على الاراضي اليمنية حتى منتصف العام 2024م. كما توقع المركز ايضا، انه خلال الأعوام القادمة ستعود الانهار التي جفت قديماً الى الجريان، بالاضافة الى تشكل بحيرات وعيون مياه جديدة.وتشير المعلومات إلى أن مياة(الصرف الصحي)لعاصمة صنعاء تم تغيير مجراها حديثا من هاذا النهر أمتدادا إلى صحراء محافظة الجوف
ومما يدل على وجود هذا النهر في الماضي هو وجود وادي قريب من منبع نهر الخارد شمال شرق صنعاء ويسمى وادي الخارد ويقع الوادي غرب أراضي نهم، وهي مديرية من مديريات محافظة صنعاء، وتقع اراضيها شمال شرق صنعاء، ويحدها من الشمال الجوف وبلاد سفيان، ومن الشرق الجوف، ومن الجنوب مديرية بني حشيش وخولان العالية، ومن الغرب أرحب.
كما ورد ذكر هذا النهر في كتاب صفة جزيرة العرب الهمداني بأنه نهرٍ مشهور وعظيم وقال: إنها من أربعة أودية عظام من مسافاتٍ شاسعة وذلك هو الذي دعا المعينين، والحميريين لإقامة المدن العظيمة به وجعله قاعدة من قواعد ملكهم وما خلفوا به من آثار عظمتهم، والنقوش التي هي محط آمال الباحثين وبغية المؤرخين.
ومما يدل أيضاً على وجود النهر في الماضي هو وجود قريتين بالقرب من منبع النهر شمال صنعاء تحملان اسم النهر، الأولى قرية الخارد في مديرية أرحب والثانية قرية الخارد في مديرية نهم.